# 10·27 법난
10·27 법난(十二七法難)은 1980년 대한민국에서 일어난 독재정권의 대규모 불교 탄압 사건이다.

## 사건 개요
제5공화국 출범을 앞두고 정권을 장악해 나가던 신군부 세력이 전남 광주에서 폭도진압이라는 구실로 수많은 시민을 학살하였다. 그리고 여론을 호도할 목적으로 그 해 10월 27일에 수배자 및 불순분자를 검거한다는 명목으로 군인을 동원하여 전국의 사찰 및 암자등 5731곳을 일제히 수색하고, 조계종의 스님 및 불교 관련자 153명을 강제 연행하였고 10월 30일 1776명을 검거하였으며 심대한 각종 폭행 및 고문 등이 가해졌다.
수사 주체는 국가보위비상대책위원회(국보위)의 수사지시를 받은 계엄사령부 합동수사본부 산하 합동수사단이었다. 합동수사단은 불교계 정화를 추진한다는 계획을 수립한 뒤, 1980년 10월 27일에 조계종 승려 등 불교계 인사 153명을 강제로 연행하고, 전국의 사찰과 암자 5,731곳을 대한민국 국군과 경찰 병력 3만 2천여 명을 투입해 수색했으며 10월 30일 1776명을 검거했다. 당시 무차별 폭력과 고문이 자행되었으며, 일부는 삼청교육대로 끌려가기도 했다.
신군부가 이 사건을 일으킨 동기는 명확히 밝혀지지 않았다. 당시 불교계는 내분 사태가 이미 일단락되는 중이었기 때문에, 조계종 총무원장 태공 월주스님이 전두환 지지 성명에 반대하고 5∙18 광주 민주화 운동 현장을 방문하여 성금을 전달하는 등 신군부에 밉보인 것이 원인이라는 해석이 있다. 일각에서는 신군부가 정치자금 마련을 위해 일으킨 사건이라고 주장하기도 한다.

## 평가
사건 당시 계엄사령부는 “불교계가 사이비 승려와 폭력배들이 난동·발호하는 비리 지대로서 자력으로는 갱생의 힘이 없는 것으로 판단”했다면서, “사회 정화 차원에서 철퇴를 가한다”라고 발표했다. 그러나 불교계는 이 사건이 “한국 불교계사의 치욕”이자 “1980년 신군부의 정치적 시나리오에 불교계가 무참히 짓밟힌 사건”이었다고 주장했다. 불교인권위원회와 조국평화통일불교협의회는 2005년에 공동으로 ‘10·27 불교법난대책위원회'를 구성하고 진상규명을 요구했다.
노무현 정부의 대한민국 국방부 과거사진상규명위원회는 2007년에 이 사건에 대한 진상조사 결과를 발표하고, ‘국가권력 남용사건’으로 규정했다.

## 특별법
2008년 3월‘10·27법난에대한피해자의명예회복등에관한법률’이 공포됐다. “10·27법난과 관련하여 피해를 입은 자와 불교계의 명예를 회복시켜줌으로써 인권신장과 국민화합에 이바지함을 목적”으로 한 법률이다. 그러나 사료관 건립 등이 배제되어 국방부가 피해 당사자인 불교계의 의견을 반영하지 않았다는 의견이 나왔고, 이명박 정부의 불교 홀대 논란과 맞물려 불교계의 반발을 샀다. 조계종의 ‘10·27법난에 대한 특별법 제정추진위원회'는 특별법 시행령에 대해 항의하고 온전한 시행령을 제정할 것을 요구했다.

## 같이 보기
- 억불 정책
- 미신타파운동